# Il padrone delle ferriere (film 1959)
Il padrone delle ferriere è un film del 1959 diretto da Anton Giulio Majano, tratto dall'omonimo romanzo di Georges Ohnet.

## Trama
Francia, XIX secolo. Nella cittadina di Pont Avesnes, la marchesina Clara De Beaulieu, è innamorata fin da piccola di suo cugino, Gastone De Bligny, che ha sperperato tutte le sue fortune con il gioco d'azzardo, a cui è stata da tempo promessa in matrimonio. Ma quando questi scopre che i  De Beaulieu si trovano da tempo in dissesto finanziario, manda a monte le nozze, con grande dolore di Clara, legandosi invece ad Atenaide, figlia del ricco industriale De Moulinet, ex compagna di collegio di Clara, con la quale non è mai corso buon sangue, in quanto Atenaide ha sempre invidiato Clara a causa del suo status sociale più alto.
Per ripicca Clara accetta di fidanzarsi con Filippo Derblay, il ricco padrone delle ferriere di Pont Avesnes, uomo buono e generoso, molto amato dai suoi stessi operai, da molto tempo innamorato della marchesina, che conosce in quanto cara amica di sua cugina Susanna, altra sua compagna al collegio; Clara non ricambia il sentimento di Filippo, ma accetta di sposarlo per salvare la sua famiglia dalla rovina economica, e per vendicarsi di Gastone, il quale giunto in visita a Clara per poter giustificare il suo passo indietro ed il suo fidanzamento con Atenaide, riceve da questa la notizia del suo imminente matrimonio con Filippo.
Subito dopo le nozze, Filippo scopre che Clara l'ha sposato solo per interesse, ed indignato, durante un duro confronto con la neo-sposa, decide che il loro sarà solo un matrimonio di facciata, ma nella pratica i due condurranno vite separate; Clara, sconvolta dall'alterco, fugge di casa, passando la notte in aperta campagna, ammalandosi di polmonite. Filippo, riportatala a casa, si prende cura amorevolmente della moglie malata, e Clara ha dunque modo di conoscerlo meglio e ad apprezzarne i molti pregi, finendo con l'innamorarsi anche lei.
Durante una battuta di caccia alla volpe, Gastone tenta di riavvicinarsi a Clara, proponendole di diventare amanti, ma questa, ormai innamorata di Filippo, rifiuta sdegnosamente. Nel frattempo Atenaide vorrebbe a sua volta divenire l'amante di Filippo, ma bloccata prontamente da Clara, istiga Gastone a sfidarlo a duello, convincendolo che sia stato questo a proporsi a lei.
Nel mentre del duello tra i due, giunge sul posto Clara, la quale, facendo scudo al marito, viene colpita dal colpo di pistola sparato da Gastone; fortunatamente la ferita non risulta mortale, e la donna, grazie alle cure amorevoli del marito, riesce nuovamente a rimettersi, ed i due possono ricominciare la loro vita matrimoniale, finalmente felici, sereni ed innamorati l'uno dell'altra.

## Produzione
Il film è ascrivibile al filone dei melodrammi sentimentali, comunemente detto strappalacrime, in voga tra il pubblico italiano in quel periodo (in seguito ribattezzato dalla critica neorealismo d'appendice), sebbene da tempo fosse entrato nella sua fase decadente (anche se questo film fu invece premiato dal pubblico).
Diretto da Anton Giulio Majano, che di lì a poco avrebbe abbandonato il cinema per dedicarsi esclusivamente alla televisione, ebbe come protagonisti Antonio Vilar ed un'allora emergente Virna Lisi.
Nella versione italiana i nomi dei personaggi del romanzo furono italianizzati: ad esempio i protagonisti Philippe e Claire, diventano qui Filippo e Clara.
Si tratta del primo film a colori realizzato da Majano, con la tecnica del Technicolor.

## Distribuzione
Il film venne distribuito nel circuito cinematografico italiano l'11 marzo del 1959.
Venne in seguito distribuito anche in Spagna, Paese co-produttore (30 novembre 1959), Francia (15 giugno 1960) ed in Messico (9 agosto 1962).

## Accoglienza
La pellicola ottenne un buon successo di pubblico, risultando il 56° miglior incasso al botteghino italiano della stagione cinematografica 1958-1959.

## Critica
"Non possiamo accusare il soggettista di fumettismo, perché il romanzo da cui il film è tratto, già possiede non solo potenzialmente, tutti gli elementi romantici e fatalistici di quella specie di letteratura popolare che noi chiamiamo feuilleton. Non possiamo però non mettere in evidenza gli sforzi dei produttori e del regista per rendere la pellicola degna di essere proiettata non solo in provincia. La sua veste è pulita, rettilinea, a volte sfarzosa (...)". (Amag., Intermezzo, 19/20, 31/10/1959).

## Opere correlate
Il romanzo di Ohnet era già stato trasposto al cinema in Italia all'epoca del muto con un'omonima pellicola, diretta da Eugenio Perego nel 1919 ed interpretata da Amleto Novelli e Pina Menichelli.
Ne era stata in seguito realizzata anche una versione sonora francese nel 1933, diretta da Abel Gance.